# 菱的鲷
菱的鲷（学名：Xenolepidichthys dalgleishi，又名異菱的鯛）为輻鰭魚綱海魴目的鲷科菱的鲷属的其中一種鱼类。

## 分布
菱的鲷分布于全球三大洋海域，包括台湾岛等。该物种的模式产地在南非。

## 外型及習性
屬深海魚類，棲息深度128-885公尺，體銀色，體側具有深色圓斑，背鰭硬棘5-6枚；背鰭軟條27-30枚；臀鰭硬棘2枚；臀鰭軟條27-29枚，體長可達14公分，棲息在大陸坡。